# 威文霍
威文霍（Wivenhoe）是英國英格蘭的一個城鎮，位於東英格蘭埃塞克斯郡。據2011年英國人口普查，威文霍有人口7,637人。